# Jaren ver van hier
Jaren ver van hier is een nummer van het Nederlandse cabaret- en zangduo Acda en De Munnik uit 2005. Het nummer is de eerste single van hun verzamelalbum Adem, en ook een van de nieuwe nummers op het album.
"Jaren ver van hier" is een ballad die gaat over een jongen die vroeger smoorverliefd was op een meisje, maar het meisje had dat niet door. De jongen zou haar misschien jaren later wel vertellen hoe verliefd hij op haar was.
Het nummer haalde de 5e plek in de Nederlandse Tipparade.